# Eudorylas cordatus
Eudorylas cordatus är en tvåvingeart som beskrevs av Skevington 2003. Eudorylas cordatus ingår i släktet Eudorylas och familjen ögonflugor.
Artens utbredningsområde är Tasmanien. Inga underarter finns listade i Catalogue of Life.